# Disjuncta
Disjuncta est un label discographique français de rock expérimental. Il est fondé en 1972 par Richard Pinhas. Seulement une douzaine d'albums (33 tours vinyles) et quelques 45 tours simples seront édités sur ce label orienté principalement rock expérimental.

## Histoire
Richard Pinhas est avant tout un musicien, guitariste éclectique en musique électronique. En 1972, il fait partie de Schizo avec Pierrot Roussel (basse), Coco Roussel (percussions), Patrick Gauthier (piano, moog) et Georges Grumblatt (mini-moog). Le groupe enregistre un premier 45 tours (S.F.P. 44005) avec deux titres évocateurs : Schizo (And the Little Girl) et Paraphrenia Praecox. Trop novateur sans doute, le disque n'a aucun succès, et Schizo décide de se séparer fin 1972. Pour finir en beauté l'aventure Schizo, Pinhas décide de produire un second 45 tours, et de le distribuer gratuitement.  Ce 45 tours demeuré célèbre, intitulé Le Voyageur, est tiré à 3 000 exemplaires[réf. nécessaire]. Il était envoyé en échange de deux timbres-poste à adresser à Richard Pinhas personnellement (annonces dans la presse spécialisée de l'époque, notamment Actuel). Sur la face A, on peut entendre le philosophe Gilles Deleuze réciter un texte de Nietzsche sur une musique à la fois rock et électronique. La face B est un instrumental qui évoque déjà le travail de Brian Eno ou de Robert Fripp.
Ce disque subversif sera le premier estampillé Disjuncta. Il était probablement destiné à être le seul car il ne comporte aucune référence. Pourtant, quelque temps plus tard, Pinhas décide de renouveler l'expérience. Son groupe s'appelle Heldon et le disque sera un 33 tours, habituellement dénommé Électronique guérilla, bien qu'aucun titre ne soit mentionné sur la pochette (alors qu'on peut lire Guérilla électronique sur le rond central). Encore une fois, ce disque, paru en 1974, ne comporte pas de référence. Tiré à 1 000 exemplaires[réf. nécessaire], il sera vendu par correspondance à peu près deux fois moins cher qu'un disque habituel. Il comprend Le Voyageur, renommé Ouais Marchais, mieux qu'en 68 (hommage à Georges Marchais), et des instrumentaux dont Ballade pour Puig Antich, révolutionnaire assassiné en Espagne (hommage à Salvador Puig i Antich). La phrase « This record is dedicated to Robert Wyatt » est écrite au verso de la pochette. Par la suite, Disjuncta sort quelques autres albums de Heldon, d'Alain Renaud, de Zao entre autres. En 1975, le label deviendra Urus. Certains disques sont réédités avec la mention Urus - Disjuncta.
L'histoire du label s'arrête en 1976 avec la parution d'un simple (33 tours mais au format 45 tours) intitulé Soutien à la RAF (Fraction armée rouge) avec la mention « En aucun cas ce disque ne saurait être vendu ».

## Discographie

### 33 tours
- 1974 :  Heldon - Électronique guérilla (réédité en 1976, puis en 1993 par Cuneiform Records[3])
- 1975 :  Heldon - Heldon II : allez Teia
- 1975 :  Alain Renaud  - Renaud
- 1975 :  Zao - Osiris
- 1975 :   Gede Manik & Barong de Djagaraja - Bali Barong
- 1975 :  Heldon || Heldon Third : It's Always Rock'n'Roll (double album)
- 1975 :  Lourival Silvestre - Fiction Musicale
- 1975 :  Exmagma - Goldball
- 1975 :  Alain Renaud - Out of Time
- 1976 : Heldon - Agneta Nilsson
- 1976 : Heldon - Électronique guérilla
- 1976 : Nyl - Nyl

### 45 tours
- 1972 : Schizo - Le Voyageur/Torcol
- 1975 : Heldon - Baader-Meinhof Blues/O.D.B.
- 1975 : Heldon  - Perspective 1 Bis Complément/Perspective 4 Bis
- 1976 : Alain Renaud - Titre inconnu